# یوناس سولومون
یوناس سولومون (انگلیسی: Yonas Solomon؛ زادهٔ ۲۱ ژوئن ۱۹۹۴) بازیکن فوتبال اهل اریتره است.
وی همچنین در تیم ملی فوتبال اریتره بازی کرده است.